# Dryopteris dissimulans
Dryopteris dissimulans là một loài dương xỉ trong họ Dryopteridaceae. Loài này được Maxon & Ching mô tả khoa học đầu tiên năm 1913.
Danh pháp khoa học của loài này chưa được làm sáng tỏ. 